# Jarmanpreet Singh
Jarmanpreet Singh (Amritsar, 18 de julho de 1996) é um jogador de hóquei sobre a grama indiano.

## Carreira
Singh é de Amritsar, Punjab. Anteriormente, ele jogou pelo Railway Sports Promotion Board nos torneios nacionais. Mas depois se juntou ao departamento de imposto de renda.
Singh fez parte da seleção indiana júnior na Copa do Mundo Júnior de 2016. Ele foi banido por dois anos em 2016 por ter falhado em um teste antidoping após tomar um analgésico prescrito por seu médico para dores nas costas. Ele fez sua estreia internacional sênior no Troféu dos Campeões de Hóquei Masculino de 2018 em Breda, onde a Índia ganhou a medalha de prata. Ele fez parte da equipe indiana vencedora da medalha de ouro nos Jogos Asiáticos de 2022 em Hangzhou.
Nos Jogos Olímpicos de Verão de 2024, em Paris, conquistou a medalha de bronze no torneio masculino do hóquei sobre a grama, após vencer confronto contra a equipe espanhola por 2–1.